# Bernd Winter (Fußballspieler)
Bernd Winter (* 24. Juli 1971 in Groß-Umstadt) ist ein ehemaliger deutscher Fußballspieler.

## Sportlicher Werdegang
Winter entstammt der Jugend von Viktoria Aschaffenburg. Nach dem Abstieg des Klubs aus der 2. Bundesliga debütierte er für die Mannschaft in der Oberliga Hessen. In der Spielzeit 1991/92 wurde er unter Trainer Werner Lorant Oberligameister, an der Seite von Christian Hock, Rudi Bommer, Oliver Posniak und Werner Dreßel blieb er jedoch in der Aufstiegsrunde ohne Sieg.
Winter machte höherklassig auf sich aufmerksam und folgte dem Ruf des Bundesliga-Absteigers Fortuna Düsseldorf, der für die 2. Bundesliga eine neue Mannschaft zusammenstellen musste. Zu Saisonbeginn unter Horst Köppel Stammspieler, schwankte er im weiteren Saisonverlauf unter dessen Nachfolger Aleksandar Ristić zwischen Startformation und Ersatzbank. Am Saisonende verpasste er jedoch mit der Mannschaft um Jörg Albertz, Karsten Hutwelker, Jörg Schmadtke, Günter Breitzke und Andrzej Buncol den Klassenerhalt. Daraufhin wechselte er innerhalb der zweithöchsten Spielklasse zum VfL Wolfsburg. Für die „Wölfe“ erzielte er in der Spielzeit 1993/94 zehn Saisontore und war damit hinter dem 14 Mal erfolgreichen Siegfried Reich zweitbester vereinsinterner Torschütze. Allerdings währte sein Aufenthalt in der Autostadt ebenfalls nur eine Spielzeit, im Sommer 1994 zog er zum SV Meppen weiter. Auch durch diverse Verletzungen gebremst kam er bei den Emsländern nicht dauerhaft zum Zug. Bis zum Ablauf seines Vertrags 1998 bestritt er lediglich 61 Zweitligapartien für den Klub, dem er nach dem Abstieg am Ende der Spielzeit 1997/98 verließ.
Zur Spielzeit 1998/99 kehrte Winter zur mittlerweile viertklassig antretenden Viktoria aus Aschaffenburg zurück. Nach einem fünften Tabellenplatz zog es ihn zurück nach Nordwestdeutschland, als er bei Preußen Münster in der drittklassigen Regionalliga anheuerte. Dabei machte er im Sommer 2002 kurzzeitig Schlagzeilen, als er im letzten Saisonspiel der Spielzeit 2001/02 bei der 1:3-Heimniederlage gegen Rot-Weiss Essen in der Schlussminute die Gelb-Rote Karte sah, ihn Trainer Neale Marmon jedoch zum Saisonauftakt der folgenden Spielzeit bei der 1:2-Niederlage gegen den Chemnitzer FC einsetzte. 2003 wechselte er zum Süd-Regionalligisten 1. FC Schweinfurt 05, den er nach Lizenzentzug im folgenden Jahr nach einer Halbserie in der Bayernliga in der Winterpause in Richtung FSV Frankfurt verließ. Beim hessischen Oberligisten spielte er zunächst als Amateur, ab Sommer 2005 war er Vertragsspieler. Gerhard Kleppinger machte ihn dabei zum Mannschaftskapitän, unter dessen nachfolger Tomas Oral behielt er die Rolle. 2007 stieg er mit der Mannschaft in die Regionalliga auf, dort trug er in der Spielzeit 2007/08 mit 14 Saisoneinsätze zum Zweitligaaufstieg bei. Anschließend beendete er seine aktive Laufbahn.
Bereits während seiner aktiven Karriere hatte sich Winter in der Nachwuchsarbeit beim FSV Frankfurt engagiert und die Fußballschule des Klubs geleitet. Nach seinem Karriereende übernahm er zudem einen Posten im Management des Klubs. Vor dem letzten Spieltag der Zweitliga-Spielzeit 2014/15 entließ der akut abtsiegsgefährdete Klub seinen Trainer Benno Möhlmann sowie dessen Assistenten Sven Kmetsch und holte Tomas Oral zurück, dem Winter als Assistent zur Seite gestellt wurde. Nach einem 3:2-Auswärtserfolg bei Fortuna Düsseldorf gelang der Klassenerhalt. Nach einer Serie von sieben Spielen ohne Sieg wurde Oral im April 2016 freigestellt, Winter assistierte bis Saisonende dessen Nachfolger Falko Götz. Nach dem verpasste Klassenerhalt folgte er Tomas Oral zum Karlsruher SC, wo beide bis Dezember des Jahres tätig waren.
2018 heuerte Winter als Teammanager bei Kickers Offenbach an. Seit Sommer 2021 arbeitet er zudem als Trainerassistent Sreto Ristic zu.